# Dasypogon punctipennis
Dasypogon punctipennis är en tvåvingeart som beskrevs av Macquart 1838. Dasypogon punctipennis ingår i släktet Dasypogon och familjen rovflugor. Inga underarter finns listade i Catalogue of Life.